# أسد أباد السفلي (أرمو)
أسد أباد السفلی (بالفارسية: اسدآباد سفلی) هي مستوطنة تقع في إيران في قسم أرمو الريفي. يقدر عدد سكانها بـ 126 نسمة .